# Idiomacromerus nitens
Idiomacromerus nitens is een vliesvleugelig insect uit de familie Torymidae. De wetenschappelijke naam is voor het eerst geldig gepubliceerd in 1982 door Boucek.